# ハンス・フォン・マレース
ハンス・フォン・マレース（Hans von Marées、または Johann Reinhard von Marées、1837年12月24日 - 1887年6月5日）はドイツの美術家である。

## 略歴
ルール地方の現在はヴッパータールの一部であるエルベフェルトで生まれた。フランス系オランダ人の家系で、1826年に祖父が、商工会議所の会頭となり、アンハルト＝デッサウ公国の貴族に叙せられた。父親もコブレンツの商工会議所の会頭で母親はユダヤ商人の娘だった。
幼い頃から絵の才能を示し、1854年にベルリン美術アカデミーに入学しカール・シュテフェックに学んだ。1年ほど学んだ後、軍務に就き、1857年からミュンヘンに移り、フランツ・フォン・レンバッハ やアドルフ・ハインリヒ・リール、アントン・タイヒライン(Anton Teichlein)といった画家達のグループに加わり、伝統的なオランダ絵画の暗い色使いを離れ、戸外で風景画を描いた。アドルフ・フリードリヒ・フォン・シャック伯爵に雇われた、イタリアの巨匠の絵画を模写するために、1864年からローマで働いた。
1868年にフォン・シャック伯爵との関係は終わるが、美術史家、コレクターのコンラート・フィードラーの支援を受けるようになり、1869年から共にスペイン、フランス、オランダを旅し、フランスのロマン主義の画家、ウジェーヌ・ドラクロワの作品に強い印象を受けた。
1870年からの普仏戦争で軍務についた後、しばらくベルリンやドレスデンで暮らした。1873年にイタリア、ナポリに建設された海洋動物研究所に壁画を描いた。翌年フィレンツェに移り、アンゼルム・フォイエルバッハやロマン主義の画家、アルノルト・ベックリンらと親しくなった。徐々に神話を主題に描くことになり、独自のスタイルで描くようになった。
その後もコンラート・フィードラーの支援をうけてイタリアで活動し、49歳でローマで死去した。

## 作品

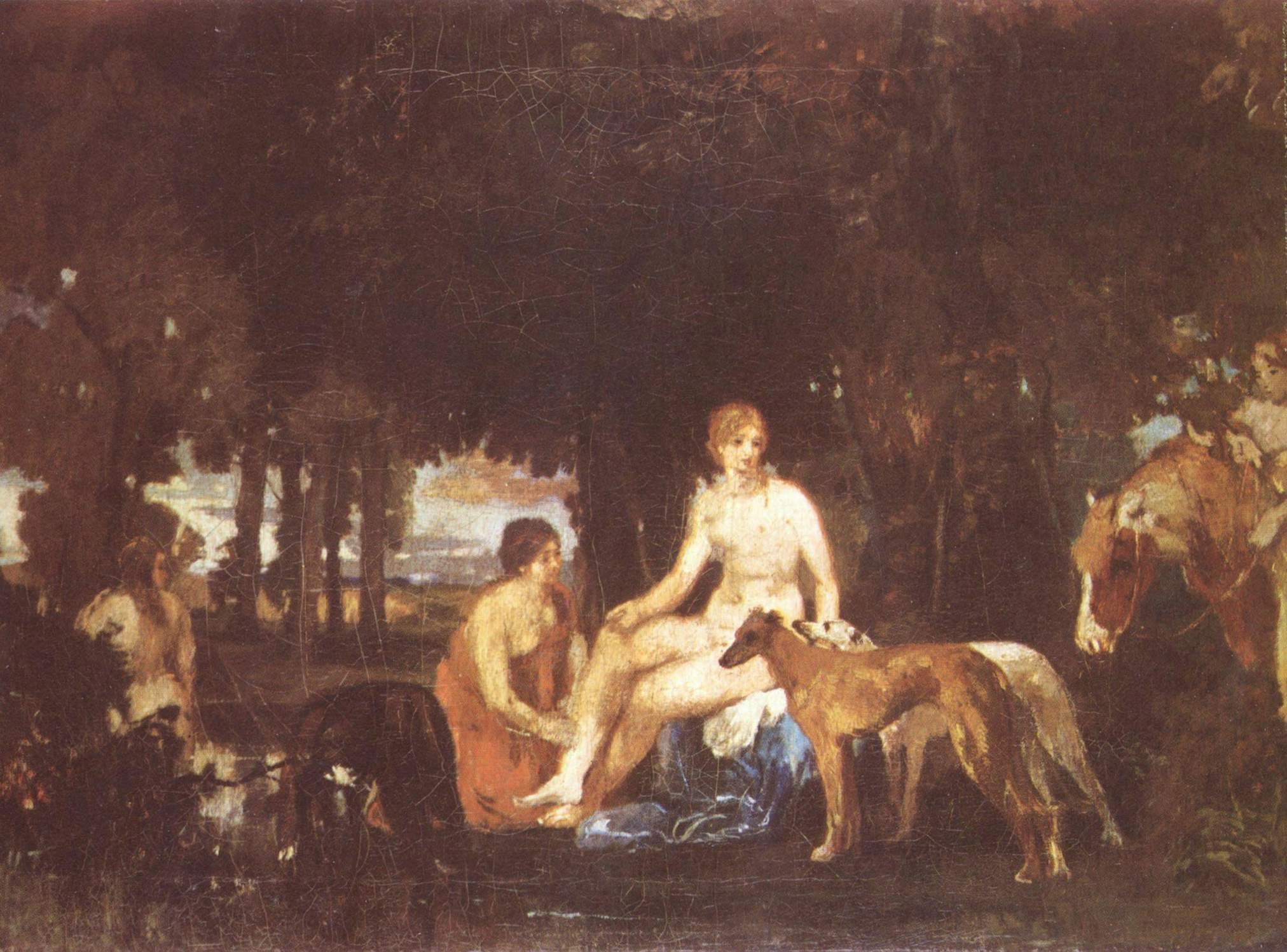
『ディアーナの水浴』 (1863)
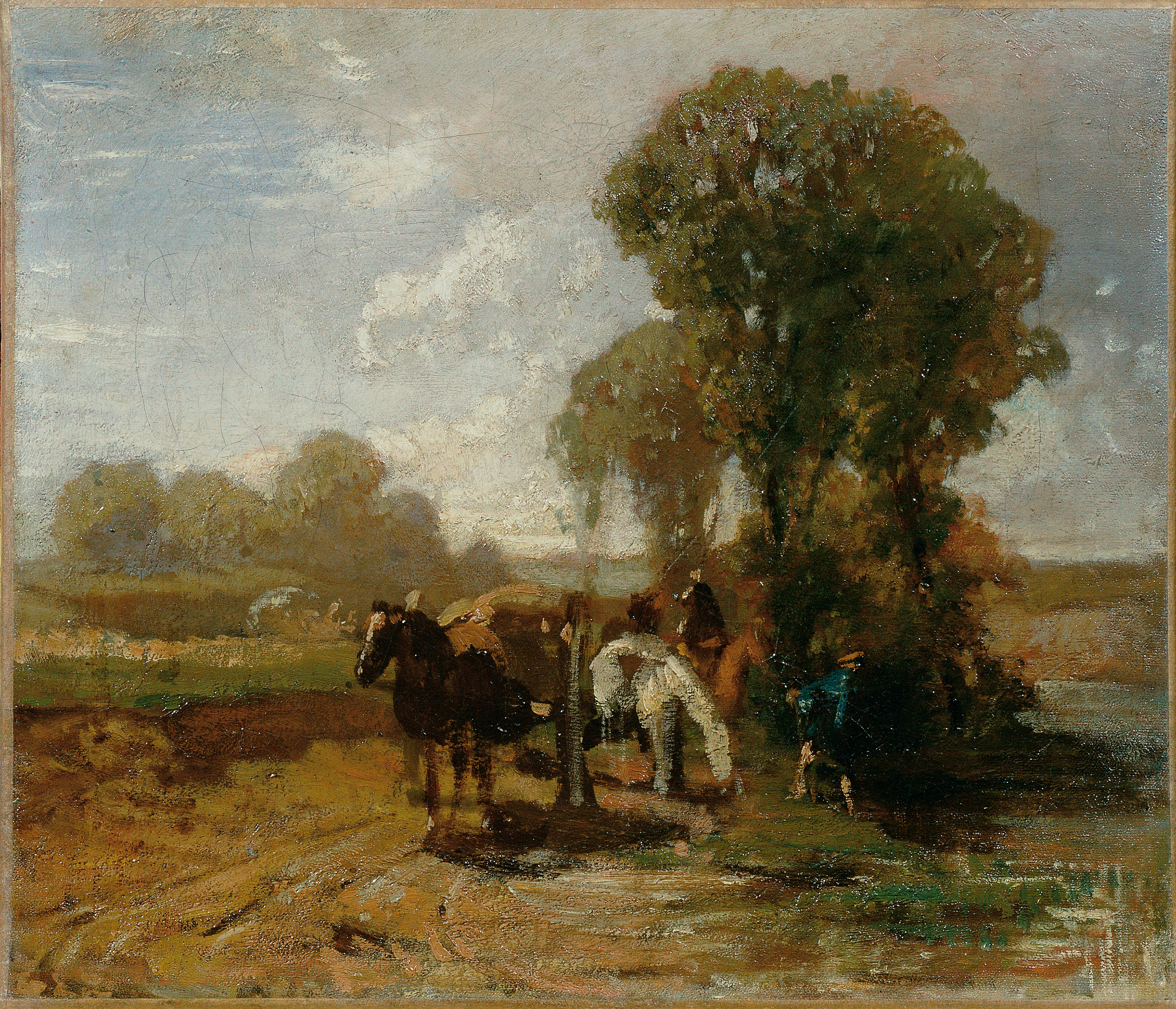
泉での休憩
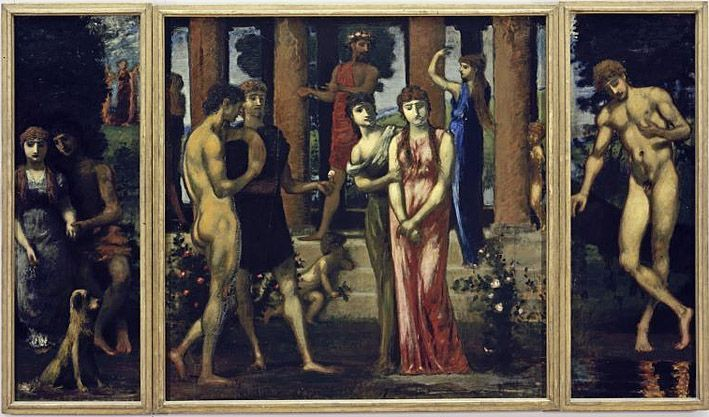
(c.1885)

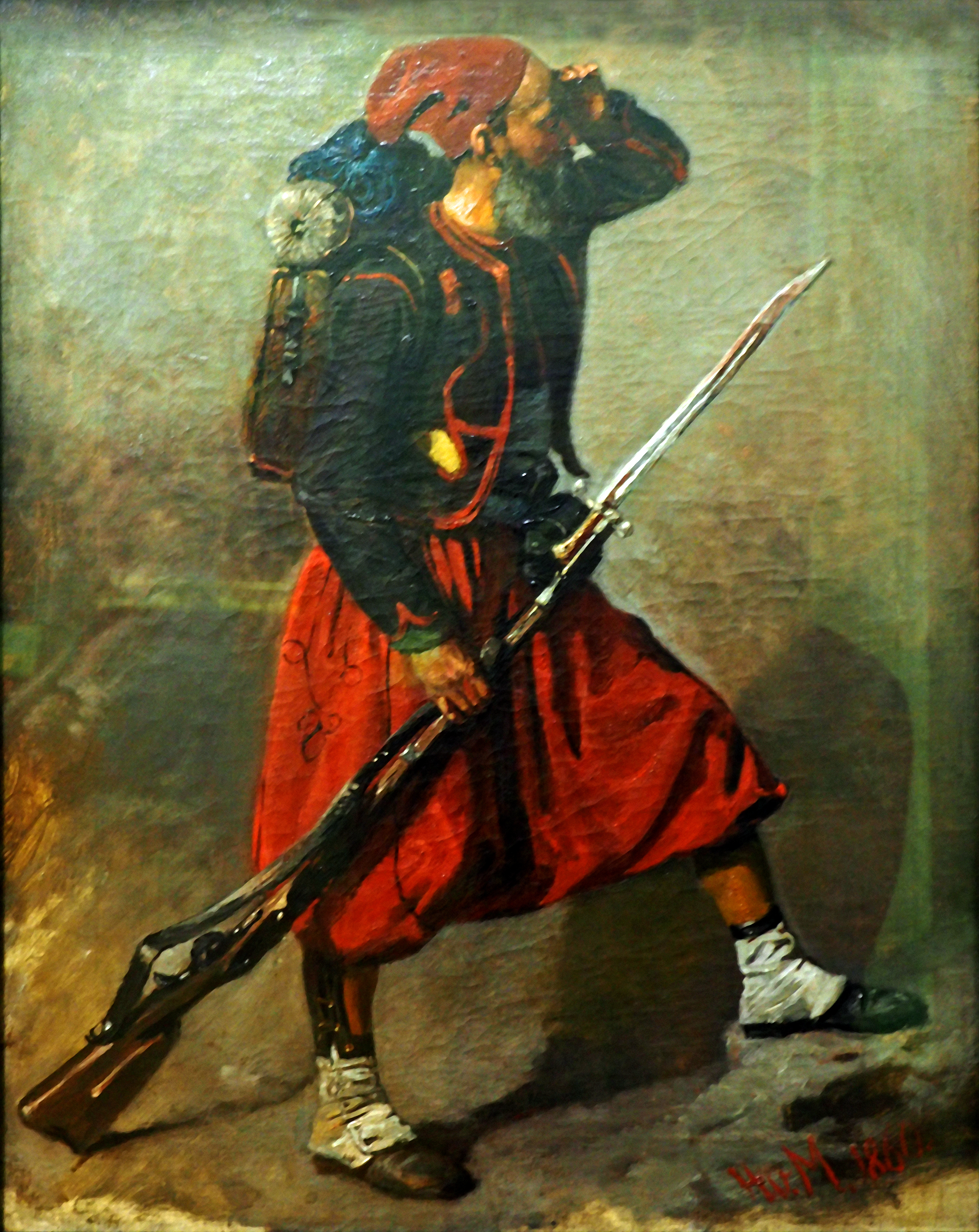
ズアーブ兵 (1860)
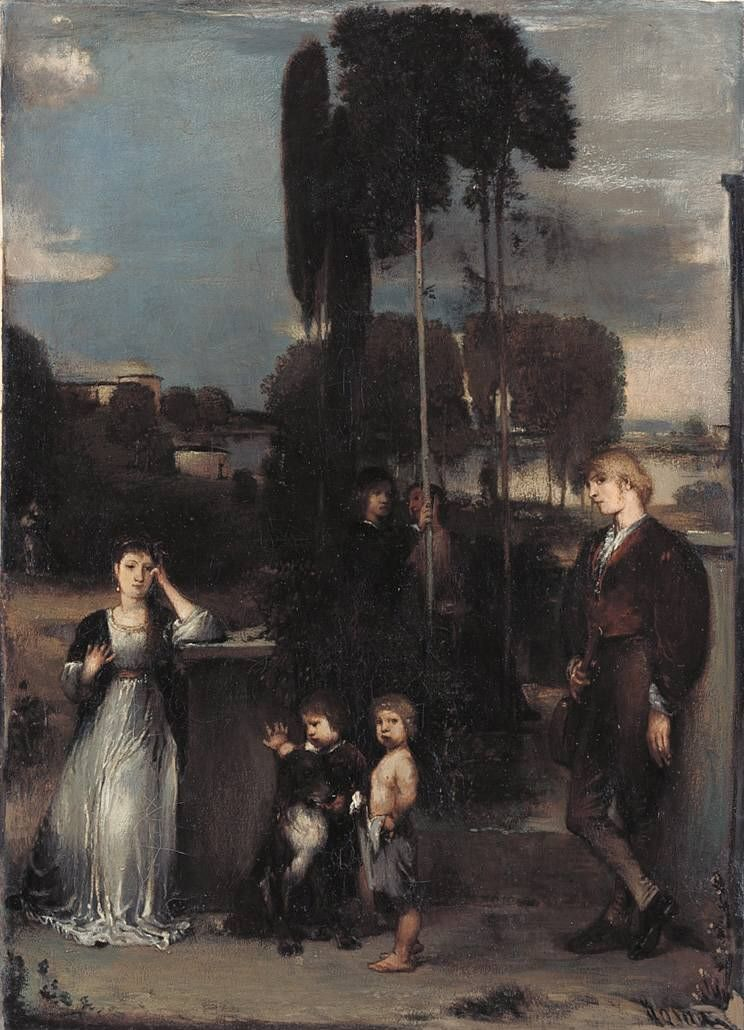
『ローマの風景』 (1868)
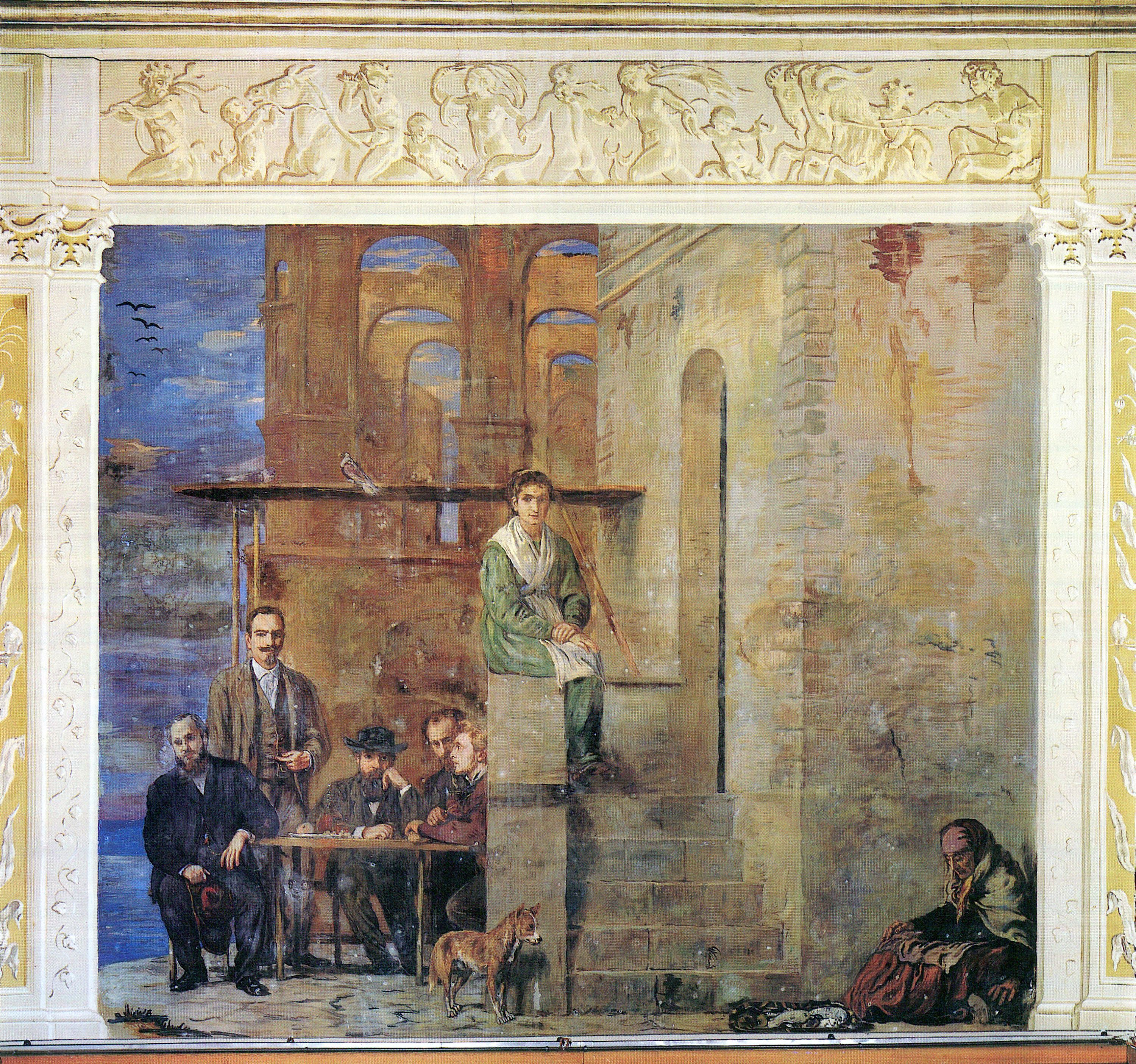
ナポリ水族館壁画
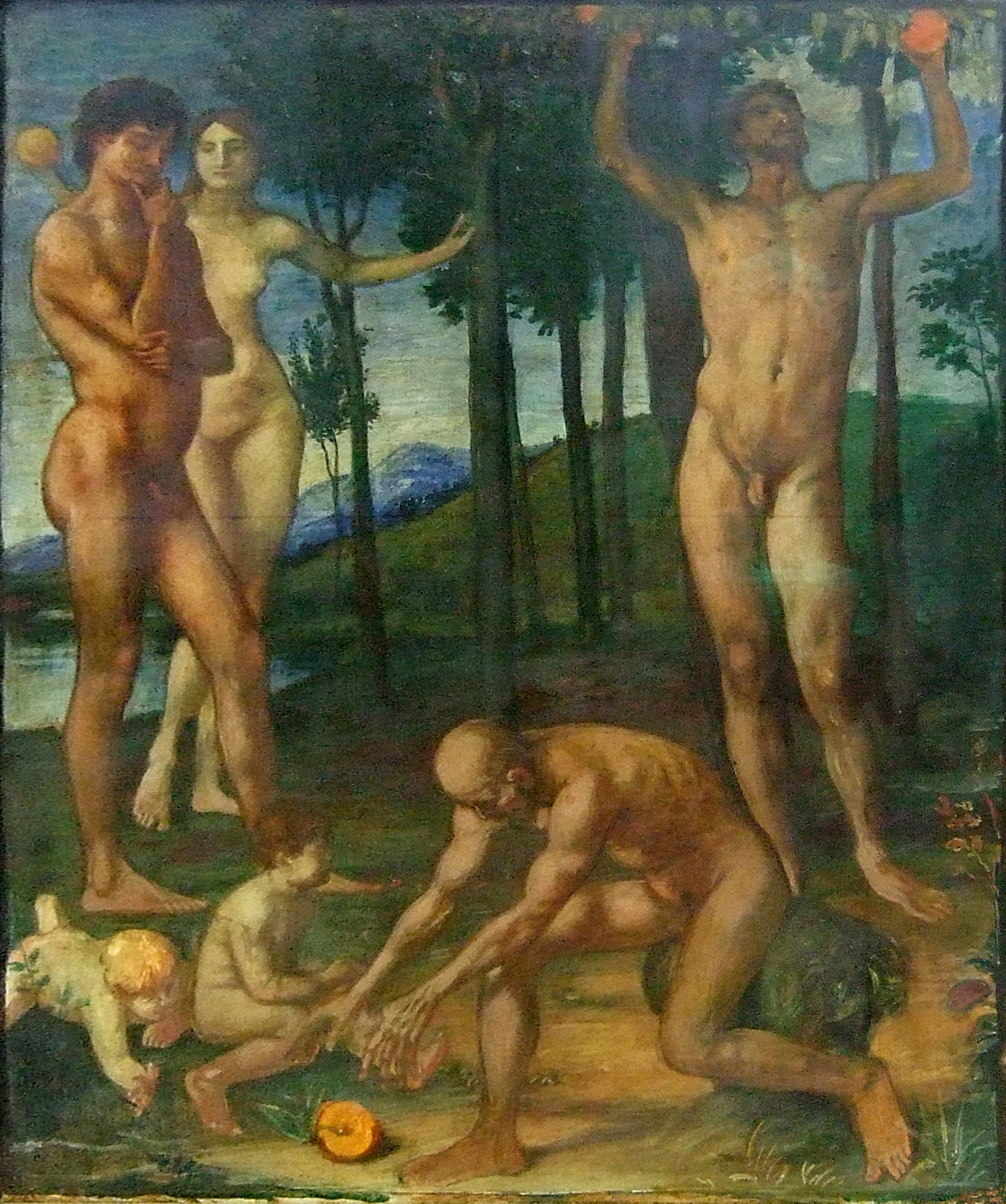
Die Lebensalter (Orangenbild)(1877/1878)
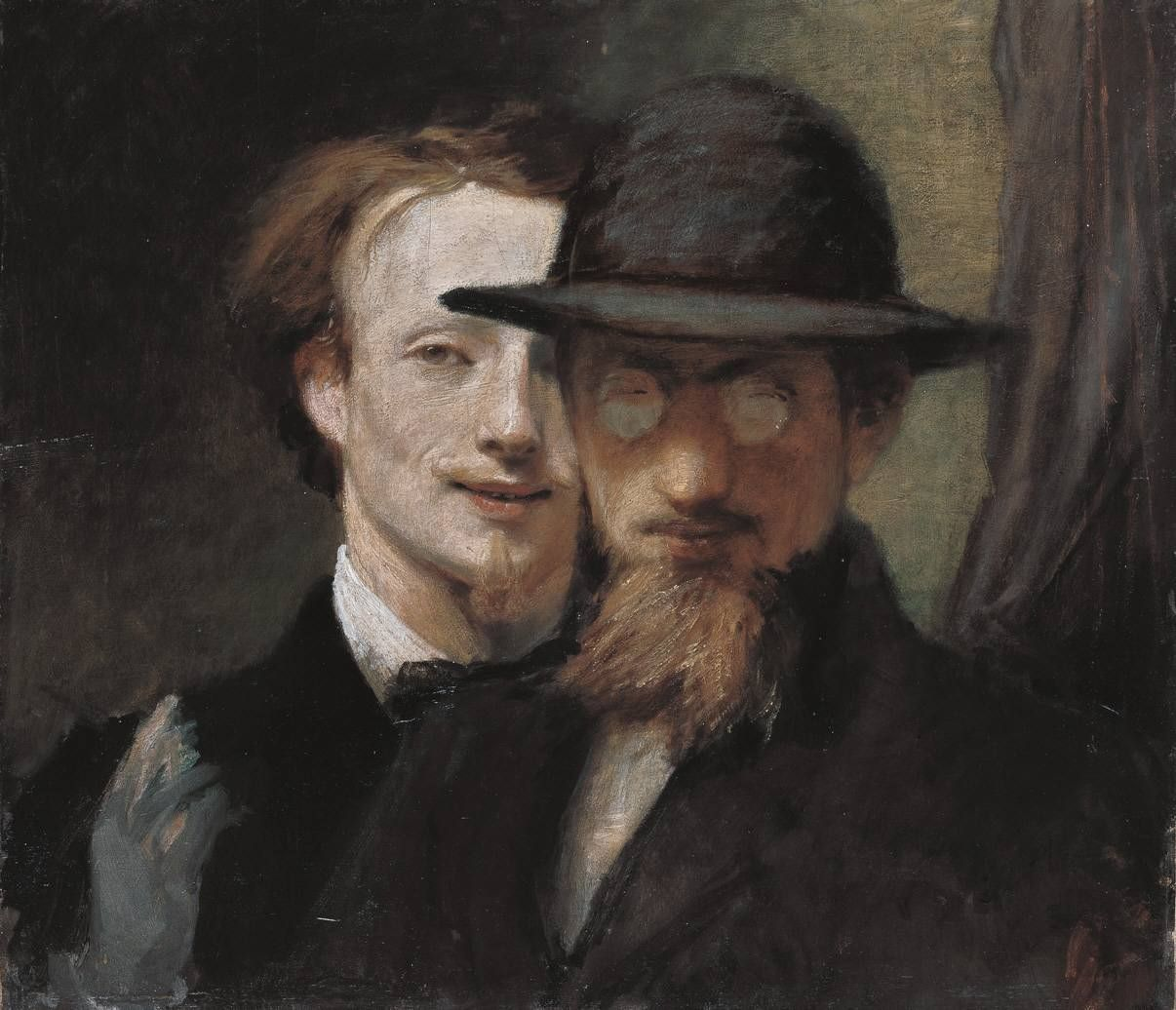
『マレースとレンバッハの二重肖像画』 (1863)